# Léonie Vincent
Léonie Vincent (* 16. November 1994 in Stockholm) ist eine schwedisch‑französische Schauspielerin.

## Leben und Karriere
Vincent absolvierte ihre Schauspielausbildung an der Fridhems Folkhögskola. Von 2016 bis 2018 studierte sie an der Luleå University of Technology. Ihr Debüt gab sie 2015 in dem Kurzfilm An Unexpected Goodbye. 2018 hatte sie einen Gastauftritt in der schwedischen Serie Springfloden. Außerdem war sie in der dritten Staffel von Kommissar Bäckström zu sehen. Unter anderem spielte sie 2025 in Trolösa mit. Im selben Jahr belegte sie in der Serie Glaskupan eine der Hauptrollen.

## Filmografie
Serien
- 2024: Kommissar Bäckström (Bäckström)
- 2025: Trolösa
- 2025: Die Glaskuppel (Glaskupan)